# ICE TD
Il DBAG Class 605, comunemente noto come ICE TD è un autotreno diesel ad alta velocità , precedentemente in servizio con Deutsche Bahn e DSB . È stato ritirato dal servizio passeggeri nel 2017 dopo anni di problemi, un solo convoglio è stato mantenuto e riconvertito in laboratorio mobile per test sulla linea.

## Storia

### Sviluppo
A seguito dell'inaugurazione del sistema Intercity-Express nel 1991 e l'ordine di sviluppare l' ICE 2, nel 1994 la DB avviò i piani per potenziare i servizi a lunga percorrenza su linee convenzionali, con velocità più elevate e un livello di comfort vicino allo standard ICE, con elettrotreni ad assetto variabile per sostituire i convogli InterCity e InterRegio. La DB assegnò il nome IC T al progetto, dove "T" sta per "Triebzug " (complesso automotore o elettrotreno). Questo sviluppo ha portato alla nascita dell'ICE T.
Successivamente, la Deutsche Bahn si rese conto della necessità di un nuovo treno simile per le tratte non elettrificate e avviò il progetto ICT-VT, dove "VT" sta per Verbrennungstriebwagen (automotrice a combustione interna).
La Deutsche Bahn ha proseguito lo sviluppo dell'ICE 3, IC T e ICT-VT in parallelo. I treni condividono un concetto stilistico generale, in particolare una sezione lounge nelle carrozze anteriori con vista sui binari. Dal punto di vista tecnico, i treni condividono molti componenti e layout tecnici, così come il concetto di trazione distribuita: a differenza dei modelli ICE 1 e ICE 2, le nuove unità non sono state progettate con locomotori singoli, ma con motori distribuiti sotto il pianale per ridurre il carico per asse e aumentare la forza di trazione.
Per l'ICT-VT è stata scelta una configurazione a quattro casse, senza carrozza ristorante, per il resto la Deutsche Bahn ha puntato a un aspetto simile e alla massima comunanza tecnica possibile con l'ICE T. Era anche prevista la possibilità di accoppiare un treno elettrico e uno diesel.

### Produzione
Nel 1996 la Deutsche Bahn ordinò 20 autotreni a un consorzio guidato dalla Siemens.
Per quanto riguarda l' ICE T, la DWA (Bombardier) produceva le carrozze terminali e la Siemens quelle centrali. L'ICE TD era dotato di un sistema di inclinazione elettromeccanico sviluppato dalla Siemens, anziché del sistema idraulico del Pendolino FIAT utilizzato nell'ICE T. Inoltre, le sospensioni tra carrello e cassa sono pneumatiche anziché a molle per un maggiore comfort di guida. Un elemento caratteristico del sistema Siemens visibile all'esterno è la parte superiore a forma di mezzaluna dei supporti esterni della cassa.
Il sistema di pendolamento ha inoltre lasciato spazio per motori elettrici su entrambi gli assi del carrello, quindi ogni carrozza del treno diesel-elettrico ha un carrello non motorizzato e un carrello motorizzato (configurazione 2 ′ Bo ′ ). La potenza in uscita di 2200 kW della classe 605 è generata da quattro motori diesel, uno su ogni carrozza, con 560 kW di potenza ciascuno. Questi motori sono basati su motori per camion . Dal punto di vista elettrico, le due metà del treno formano due unità motrici indipendenti, composte da due casse ciascuna, con la possibilità teorica di aggiungere una quinta carrozza come rimorchio centrale.
Il primo treno è stato assemblato nel 1998, le prove su binari iniziarono nell'aprile 1999. Durante una corsa di prova, il 13 gennaio 2000, il convoglio 5502 ha raggiunto i 222 km/h (138 mph).
Poco prima dell'entrata in servizio del primo IC T nel 1999, i nomi dei treni elettrici e diesel furono cambiati rispettivamente in ICE T e ICE TD, con "T" che ora sta per la parola inglese tilting anzichè Triebzug e "TD" per tilting / treno diesel.

### Operazioni

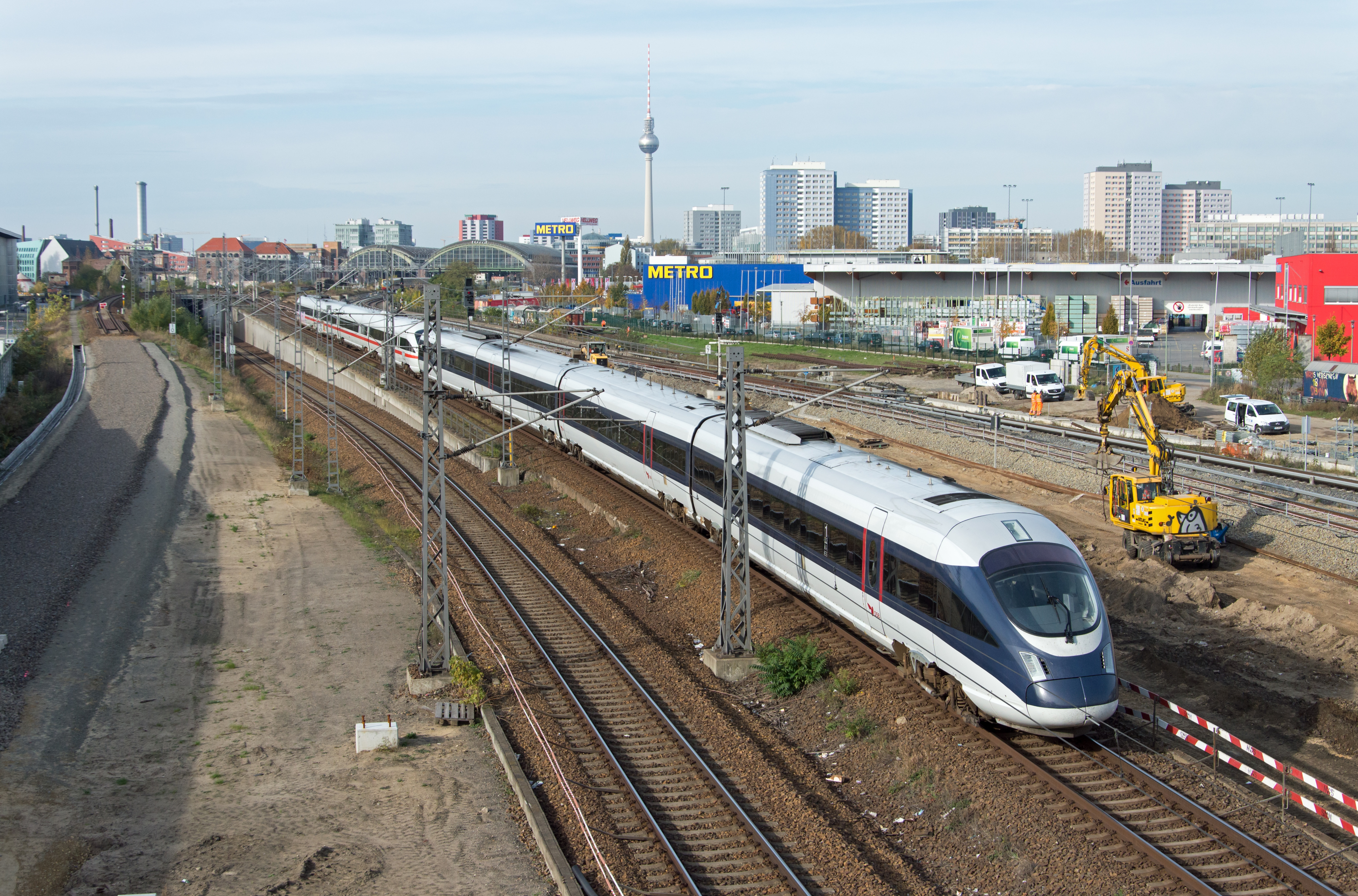
Un convoglio ICE TD nella livrea DSB in rotta da Berlino a Copenaghen (2014).

Nel 2001, tutte le 20 unità entrano in servizio per la Deutsche Bahn, classificate come class 605. Dopo alcuni viaggi di prova, sono entrati in servizio regolare il 10 giugno 2001 sulla nuova linea 17 tra Dresda e Norimberga. Poco dopo, furono utilizzati anche tra Monaco e Zurigo in sostituzione dei treni EuroCity . Entrambe queste tratte tra grandi città sono in parte non elettrificate, il che spiega l'utilizzo dei treni a propulsione diesel.
La vita operativa degli ICE TD fu piuttosto breve. Erano afflitte da problemi tecnici fin dall'inizio. Dopo la rottura di un asse il 2 dicembre 2002, tutte le 19 unità rimanenti (una cadde da un ponte sollevatore durante la manutenzione) furono ritirate dal servizio, e sebbene i treni fossero stati rimessi in servizio un anno dopo, l'esercizio fu giudicato eccessivamente costoso siccome DB è tenuta a pagare a prezzo pieno le tasse per il carburante.
Dopo quattro anni di fermo, i treni sono tornati in servizio per un breve periodo in previsione del traffico extra durante la Coppa del Mondo FIFA 2006, che si sarebbe tenuta in Germania. Successivamente, furono utilizzati come treni charter e di soccorso.
Dalla fine del 2007, i treni sono stati utilizzati in servizio regolare sulla tratta Berlino–Amburgo–Copenaghen, in sostituzione dei treni danesi IC3 nel servizio Amburgo–Copenaghen, a causa di ritardi nell'introduzione dei treni IC4. I dieci treni della classe 605 utilizzati su questi servizi erano dotati del sistema di sicurezza ATC danese. Dal 2008, i treni 605 compatibili con la Danimarca sono stati utilizzati anche per i servizi Berlino–Amburgo–Aarhus (in precedenza, l'IC3 era utilizzato sulla tratta Flensburg–Aarhus). Dalla metà del 2009, altre tre unità ICE TD sono state utilizzate sui servizi Germania–Danimarca, consentendo alla DSB di liberare più treni IC3 per uso nazionale.

### Vicende finali

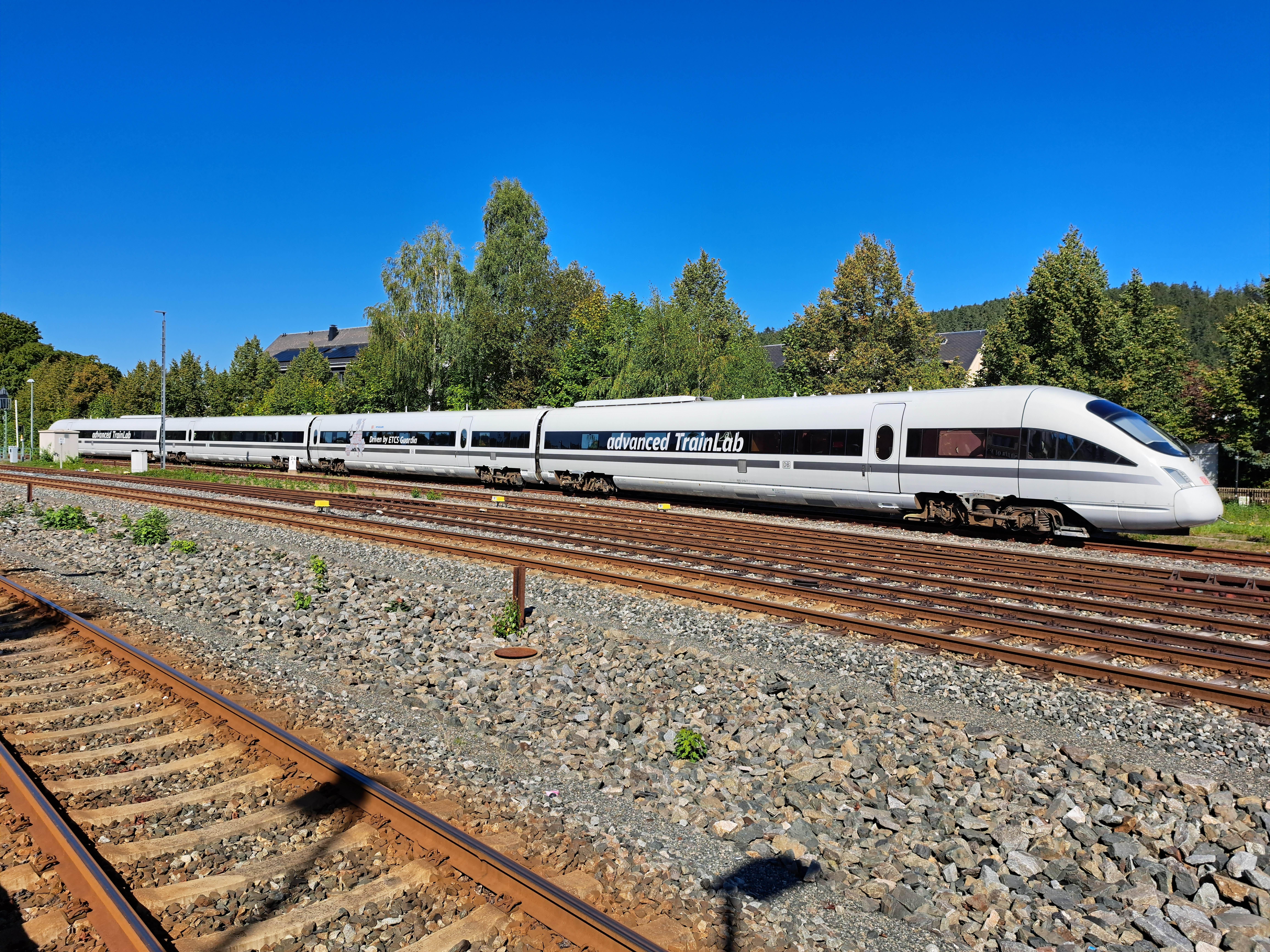
L'unico convoglio Classe 605 rimasto è stato convertito nell' advanced TrainLab (2023).

L'11 dicembre 2016, la maggior parte dei convogli classe 605 è stata ritirata dal servizio. La DB ha preferito non investire nell'obbligatoria revisione generale, in cui tutti i componenti vengono controllati e sostituiti se necessario. Alla DSB è stata offerta l'opportunità di acquistare i convogli, ma ha rifiutato. I treni hanno sofferto di elevati costi di manutenzione e di esercizio. La Vogelfluglinie tra Amburgo e Copenaghen continua ad essere svolta da convogli danesi IC3, così come la tratta Aarhus-Amburgo, entrambe tuttavia con meno partenze. Un ultimo convoglio ICE TD è stato utilizzato sulla tratta Amburgo-Copenaghen fino all' 1 ottobre 2017, per poi essere anch'esso ritirato. 
Dal 2019, la DB aveva avviato il processo di rottamazione della maggior parte dei restanti convogli ICE TD.
Il 605 017 è entrato in servizio (non pubblico) come treno di prova nel febbraio 2019, seguito dal 605 019 nell'agosto 2021. Denominati Advanced TrainLab, i treni servono come banco di prova per le nuove tecnologie.

## Tratte precedenti
I convogli ICE TD sono stati utilizzati, in ordine cronologico, sulle seguenti tratte: 
- Norimberga–Bayreuth–Chemnitz–Dresda (da giugno 2001 a dicembre 2003; sostituito prima dai treni Intercity e poi dai treni Regional-Express)
- Monaco–Lindau–Zurigo (da giugno 2001 a dicembre 2003; sostituito dai treni EuroCity )
- (Berlino–)Amburgo–Flensburg–Aarhus (da dicembre 2007 a dicembre 2016; sostituito da convogli IC3)
- Amburgo–Lubecca–Puttgarden–Rødby–Copenaghen (da dicembre 2007 a settembre 2017; sostituito inizialmente dai convogli IC3 e successivamente dai convogli InterCity)